# Заряд (теория меры)
Заряд — вещественнозначная конечно-аддитивная функция множества, определённая на некоторой {\displaystyle \sigma }-алгебре, (например, борелевских подмножеств).
В отличие от обычной меры, под которой обычно понимают неотрицательную функцию множества, заряд может принимать и отрицательные значения.
Множество всех зарядов над произвольным множеством {\displaystyle X} c сигма-алгеброй {\displaystyle \Sigma } принято обозначать {\displaystyle \operatorname {ba} (X,\;\Sigma )}.

## Связанные определения
- Положительный заряд {\displaystyle \nu \in \operatorname {ba} (X,\;\Sigma )} называется чисто конечно аддитивным, если для любой неотрицательной счётно-аддитивной меры {\displaystyle \mu } из {\displaystyle 0\leqslant \mu \leqslant \nu } вытекает, что {\displaystyle \mu =0}.
  - Произвольный заряд чисто конечно аддитивен, если таковы заряды {\displaystyle \nu ^{+}} и {\displaystyle \nu ^{-}}.
- Заряд {\displaystyle \lambda } абсолютно непрерывен относительно меры {\displaystyle \mu }, если {\displaystyle (\forall A\in \Sigma )(\mu (A)=0\to \lambda (A)=0).}

## Свойства
- Множество всех зарядов образует нормированную решётку и даже, более того, {\displaystyle K}-пространство.
- Для любого заряда {\displaystyle \nu } имеется положительная часть {\displaystyle \nu ^{+}\geqslant 0} и отрицательная часть {\displaystyle \nu ^{-}\leqslant 0}. Имеет место разложение Хана — Жордана {\displaystyle \nu =\nu ^{+}+\nu ^{-}}, в силу которого свойства зарядов могут быть выражены в терминах теории меры.
- Пусть {\displaystyle \mu \in \operatorname {ba} (X,\;\Sigma )}.
 Любой заряд {\displaystyle \nu } единственным образом представим в виде суммы {\displaystyle \nu =\nu _{1}+\nu _{2}}, где {\displaystyle \nu _{1}} абсолютно непрерывна относительно {\displaystyle \mu } и {\displaystyle \nu _{2}} дизъюнктна {\displaystyle \mu }. Такое представление меры {\displaystyle \nu } принято назвать разложением по Лебегу.
- Любой заряд {\displaystyle \nu \in \operatorname {ba} (X,\;\Sigma )} единственным образом представим в виде суммы {\displaystyle \nu =\nu _{ca}+\nu _{pfa}}, где {\displaystyle \nu _{ca}} — произвольная счётно-аддитивная мера, а {\displaystyle \nu _{pfa}} — произвольный чисто конечно-аддитивный заряд. Такое разложение иногда называют разложением Иосиды — Хьюита.
- Пространство {\displaystyle \operatorname {ba} (X,\;\Sigma )} является топологически сопряжённым к пространству измеримых и ограниченных функций, заданных над данным измеримым пространством.

## История
Термин «заряд» был впервые введён А. Д. Александровым.
Изучение заряда послужило толчком для развития конечно-аддитивной теории меры (1940-е годы).